# William Lassell

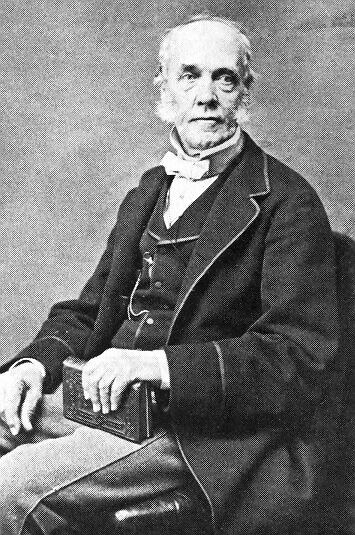
William Lassell

William Lassell (ur. 18 czerwca 1799 w Bolton, zm. 5 października 1880 w Maidenhead) – angielski astronom.

## Życiorys
Zanim zajął się astronomią Lassell zgromadził fortunę jako piwowar, co pozwoliło mu na całkowite poświęcenie się astronomii. Z własnych pieniędzy wybudował obserwatorium nieopodal Liverpoolu, gdzie zainstalował własnoręcznie zrobiony 24-calowy refraktor.
W 1846 odkrył Trytona, największego satelitę Neptuna, a dwa lata później Hyperiona – satelitę Saturna; w 1851 odkrył dwa księżyce Urana – Ariela i Umbriela. Odkrył także 4 galaktyki, które John Dreyer skatalogował później w swoim New General Catalogue – NGC 2620, NGC 3121, NGC 7285 i NGC 7489.
W 1855 wybudował na Malcie, z powodu znacznie lepszych niż w Anglii warunków pogodowych, 48-calowy teleskop.

## Nagrody i wyróżnienia
W 1849 został członkiem Royal Society.
W 1849 otrzymał Złoty Medal Królewskiego Towarzystwa Astronomicznego, a w latach 1870–1872 był przewodniczącym Królewskiego Towarzystwa Astronomicznego.
Jego nazwiskiem nazwano kratery: na Księżycu i na Marsie, jeden z pierścieni Neptuna, a także planetoidę (2636) Lassell.